# 喜志村
喜志村（きしむら）は、大阪府南河内郡にあった村。現在の富田林市の北端、近鉄長野線・喜志駅の周辺にあたる。

## 地理
- 河川 ： 石川、梅川

## 歴史
- 1889年（明治22年）4月1日 - 町村制の施行により、近世以来の石川郡喜志村が単独で自治体を形成。
- 1896年（明治29年）4月1日 - 所属郡が南河内郡に変更。
- 1942年（昭和17年）4月1日 - 富田林町・新堂村・大伴村・川西村・錦郡村・彼方村と合併し、改めて富田林町が発足。同日喜志村廃止。

## 交通

### 鉄道路線
- 大阪鉄道
  - 長野線（現・近鉄長野線）
    - 喜志駅 - 宮ノ前駅（1920年廃止）

## 名所・旧跡・観光スポット・祭事・催事
- 美具久留御魂神社